# Slag bij Zela (67 v.Chr.)
De Slag bij Zela was een veldslag die werd uitgevochten in 67 v.Chr. tijdens de Derde Mithridatische Oorlog. De Romeinse legionairs stonden onder aanvoering van Gaius Valerius Triarius. De Pontische strijdmacht werd aangevoerd door Mithridates VI van Pontus.

## Aanloop
In het voorjaar van 67 v.Chr. waren de meeste Romeinse troepen uit Pontus verdwenen richting Mesopotamië. Twee voormalige legioenen van Gaius Flavius Fimbria weigerde echter en bleken een makkelijke prooi te zijn voor het leger van Mithridates VI van Pontus.

## De slag
In reactie op de twee verslagen legioenen werd er een kleine campagne georganiseerd om Pontus te heroveren. Voorafgaand aan de veldslag woedde er een tornado. Beide legers zagen dit als een heilig voorteken, dat weldra de laatste slag in de oorlog geleverd zou worden. In de nacht vielen de Romeinse troepen het Pontische kamp bij Zela aan. De Pontische soldaten wisten de aanval af te slaan en de Romeinen terug te drijven. Mithridates raakte zelf ernstig gewond, maar nadat hij weer genezen was door een shamaan trok hij weer ten strijde en wist de Romeinse legioenen te laten vluchten.

## Nasleep
Met de overwinning bij Zela dacht Mihridates dat hij de oorlog ten guste van hem gekeerd had. Niks bleef minder waar, want Gnaeus Pompeius Magnus werd door de senaat aangesteld om Lucullus als opperbevelhebber te vervangen in Asia. De benoeming van Pompeius zou de oorlog uiteindelijk weer ten gunste van de Romeinen brengen.